# Владени (Корлатени)
Владени (рум. Vlădeni) насеље је у Румунији у округу Ботошани у општини Корлатени. Oпштина се налази на надморској висини од 106 m.

## Становништво
Према подацима из 2011. године у насељу је живело 569 становника.